# Lauf weg, wenn du kannst
Lauf weg, wenn du kannst ist ein deutscher Fernsehfilm der Frühling-Filmreihe von Axel Barth, der am 12. Februar 2023 erstmals im ZDF ausgestrahlt wurde. Die Erstveröffentlichung erfolgte am 4. Februar 2023 in der Online-Mediathek des ZDF.
Die Dorfhelferin Katja Baumann, gespielt von Simone Thomalla, steht Familien in Notsituationen zur Seite. Es ist der 43. Film einer Reihe, in der es sich um die Einwohner des Ortes Frühling dreht.

## Handlung
Während Adrian bei Lilly übernachtet und Katja am Morgen noch schläft, bricht jemand bei Katja ins Haus ein. Die unbekannte Person (ihr Stalker) öffnet im Haus Wasserhähne und schaltet laute Musik ein. 
Katja erwacht und zu ihrem Entsetzen findet sie in der Küche ein Paket mit einem abgetrennten Schweinekopf und einem eindeutigen Drohbrief vor: „Wenn Du nicht endlich verschwindest, ist das bald Dein Kopf.“ 
Auf dem Weg zum Polizeirevier geraten Katja und die Polizisten in eine herren- und hundelose Schafherde.
Derweil bereitet Tom seinen geplanten Heiratsantrag vor: Er bittet Pfarrer Sonnleitner, ihn zu unterstützen, indem er Katja zwei Tage lang freigibt. Tom möchte ihr den Antrag in seinem Haus am Gardasee machen. Um sie dort hinzulocken, behauptet er ihr gegenüber, das Haus solle verkauft werden. Zunächst widerwillig reisen beide nach Italien.
Auf einer Wandertour entdeckt eine Gruppe um die Moderatorin und Reporterin Roberta Rossi vom Lokalsender Alpen-TV den Schäfer Heinrich von Ruhburg tot auf einer Wiese. Dieser war vor 15 Jahren als Aussteiger Schäfer in Frühling geworden. Zuvor war er Vorstandsvorsitzender eines DAX-gelisteten Chemiekonzerns.
Seine Tochter Henrike Renner die seit Jahren keinen Kontakt zu ihrem Vater hatte, kommt aus München nach Frühling. Sie kann ihre Abneigung zu ihrem Vater gegenüber Pfarrer Sonnleitner nicht verbergen. Der jedoch erkennt auch, dass Henrike sehr traurig ist und ihren Vater sehr vermisst hat, denn der Pfarrer übergibt Henrike einen persönlichen Brief ihres Vaters.
Katja ist positiv von dem Haus am Gardasee überrascht und begeistert wie Maria und Francesco Bianci die Anlage in Ordnung gehalten haben und auch für die Verköstigungen der beiden gesorgt haben.
Mit seinem Heiratsantrag verrät Tom, dass er das Haus nicht verkaufen wollte, sondern seiner angebeteten Katja ein wunderschönes Domizil präsentiert. Katja nimmt an und so kommt es zur Verlobung.

## Nebenhandlungen
Pfarrer Sonnleitner stürzt auf dem Weg zur Arbeit mit dem Fahrrad, als plötzlich und unerwartet ein Teil der Schafherde auf der Straße auftaucht.
Für ihre Radiosendung berichtet Roberta Rossi über den Zwischenfall mit dem Schäfer.
Tom erinnert sich gemeinsam mit Katja an seine Ex-Frau Judith, die damals aus dem gemeinsamen Haus in Italien verschwand und dass es später zur Trennung der beiden kam.
Lilly und Adrian hüten übergangsweise die Schafe, bis sich Henrike Renner selbst entschließt, auszusteigen, Schäferin zu werden und sich von ihrem Mann Karl zu trennen.
Leslie soll von dem neuen Glück von Katja und Tom am Telefon erfahren. Andy entreißt Leslie jedoch ihr Telefon, um Katja die Meinung zu geigen, er hätte nichts mit ihrem Stalker zu tun. Anschließend erfährt Leslie doch von der Verlobung. Adrian ist nicht begeistert. Er wähnt sich in einem Albtraum, sollte seine Exfreundin Nora tatsächlich seine „Stiefschwester“ werden.

## Rezeption

### Einschaltquoten
Die Free-TV-Premiere am 12. Februar 2023 im ZDF verfolgten 5,9 Mio. Menschen, was einem Marktanteil von 18,5 % entspricht.